# Biessenhofen
Biessenhofen település Németországban, azon belül Bajorországban. Lakosainak száma 4308 fő (2023. december 31.). Biessenhofen Kaufbeuren községgel határos.

## Népesség
A település népessége az elmúlt években az alábbi módon változott:
| Lakosok száma | 3207 | 3394 | 4007 | 4002 | 3990 | 4061 | 4101 | 4134 | 4285 | 4308 |
|               | 1970 | 1975 | 2011 | 2012 | 2014 | 2015 | 2017 | 2019 | 2022 | 2023 |